# Rèmol de roca
|  | Per a altres significats, vegeu «Rèmol (desambiguació)». |

El rèmol de roca (Zeugopterus punctatus) és un peix teleosti de la família dels escoftàlmids i de l'ordre dels pleuronectiformes.
Pot arribar als 25 cm de llargària total.
Es troba a les costes de l'Atlàntic Nord (des de Trondheim fins a la Mar Cantàbrica, i a Terranova -Canadà-).